# Genererende verzameling
In de abstracte algebra is een genererende verzameling of voortbrengende verzameling van een groep {\displaystyle G} een deelverzameling {\displaystyle S\subseteq G}, zodat elk element van {\displaystyle G} kan worden uitgedrukt als het product van een eindig aantal elementen van {\displaystyle S} en hun inversen. Het gaat hier om het product bepaald door de bewerking die er tussen de elementen in {\displaystyle G} is gedefinieerd. Als {\displaystyle G} door {\displaystyle S} wordt gegenereerd, schrijft men {\displaystyle G=\langle S\rangle }. De elementen van {\displaystyle S} worden de voortbrengers van {\displaystyle G} genoemd. 
Andersom, als {\displaystyle S} een deelverzameling is van een groep {\displaystyle G}, dan is {\displaystyle \langle S\rangle }, de ondergroep gegenereerd door {\displaystyle S} de kleinste ondergroep van {\displaystyle G} die elk element van {\displaystyle S} bevat, wat betekent dat het de doorsnede is van alle ondergroepen die elk element van {\displaystyle S} bevatten. Dat komt ermee overeen dat {\displaystyle \langle S\rangle } de ondergroep is van alle elementen van {\displaystyle G} die als het eindige product van de elementen van {\displaystyle S} en hun inversen kunnen worden geschreven. 
Als er maar een enkel element {\displaystyle x\in G} deel uitmaakt van {\displaystyle S}, wordt {\displaystyle \langle S\rangle } meestal geschreven als {\displaystyle \langle x\rangle }. In dat geval is {\displaystyle G=\langle x\rangle }, is {\displaystyle x} de voortbrenger van {\displaystyle G} en is {\displaystyle G} een cyclische groep van de machten van {\displaystyle x}.
De orde {\displaystyle \mathrm {ord} (x_{i})} van een element {\displaystyle x_{i}\in S} kan op twee manieren worden gedefinieerd: als het aantal elementen van {\displaystyle \langle x_{i}\rangle } en als het kleinste positieve gehele getal {\displaystyle m_{i}} zodat {\displaystyle x^{m_{i}}=e}, waarin {\displaystyle e} het neutrale element van {\displaystyle \langle x_{i}\rangle } is. {\displaystyle G} kan met de tweede definitie als een verzameling worden geschreven. Gegeven dat
{\displaystyle G=\langle S\rangle =\langle x_{1},\cdots ,x_{n}\rangle }
is
{\displaystyle G=\{x_{1}^{m_{1}}x_{2}^{m_{2}}\cdots x_{n}^{m_{n}}\mid x_{i}\in S\ {\mbox{en}}\ 0\leq m_{j}<\mathrm {ord} (x_{j})\}}
Altijd is {\displaystyle x^{0}=e\ } en {\displaystyle \langle e\rangle } is de groep met alleen het neutrale element {\displaystyle e}.

## Voorbeelden
- De multiplicatieve groep {\displaystyle U_{9}=\{\ 1,\ 2,\ 4,\ 5,\ 7,\ 8\ \}} is de groep van de gehele getallen die met 9 onderling ondeelbaar zijn. {\displaystyle \{7\}} is geen genererende verzameling van {\displaystyle U_{9}}, omdat

{\displaystyle \{\ 7^{i}{\bmod {9}}\ |\ i\in \mathbb {N} \}=\{\ 7,\ 4,\ 1\}\neq U_{9}}
{\displaystyle \{2\}} is wel een genererende verzameling van {\displaystyle U_{9}}:
{\displaystyle \{\ 2^{i}{\bmod {9}}\ |\ i\in \mathbb {N} \}=\{\ 2,\ 4,\ 8,\ 7,\ 5,\ 1\}}
- De groep {\displaystyle (\mathbb {Z} ,+)} wordt door een element voortgebracht, maar de groepen {\displaystyle (\mathbb {Q} ,+)}, {\displaystyle (\mathbb {R} ,+)} en {\displaystyle (\mathbb {C} ,+)} zijn niet eindig voortgebracht.